# Першотравневська сільська рада
| Першотравневська сільська рада — колишній орган місцевого самоврядування у Нікопольському районі Дніпропетровської області з адміністративним центром у с. Першотравневе. Сільській раді підпорядковані населені пункти: - с. Першотравневе - с. Західне - с. Східне |

## Склад ради
Рада складається з 16 депутатів та голови.

## Керівний склад сільської ради
| ПІБ                          | Основні відомості                                                                             | Дата обрання | Дата звільнення |
| ---------------------------- | --------------------------------------------------------------------------------------------- | ------------ | --------------- |
| Єременко Іван Іванович       | Сільський голова, 1953 року народження, освіта, член Всеукраїнського об'єднання «Батьківщина» | 26.03.2006   | 31.10.2010      |
| Литовченко Тамара Миколаївна | Сільський голова, 1964 року народження, освіта вища, член Партії регіонів                     | 31.10.2010   |                 |

Примітка: таблиця складена за даними джерела